# فيونا بانر
فيونا بانر (ولدت عام 1966)، والمعروفة أيضًا باسم فانيتي برس هي فنانة بريطانية، يشمل عملها النحت والرسم والتركيب والنص، يظهر افتتانًا طويل الأمد بشعار الطائرات المقاتلة ودورها في الثقافة وخاصة كما تم تقديمه في الفيلم. تشتهر بأعمالها المبتكرة في شكل «مشاهد الكلمات»، وهي نصوص مكتوبة للحركة الإطارية في أفلام حرب هوليوود؛ بما في ذلك توب غان والقيامة الان تم عرض أعمالها في أماكن دولية بارزة مثل متحف الفن الحديث ونيويورك ومعرض هايوارد في لندن. [مصدر أفضل مطلوب] تم إدراج لافتة في القائمة المختصرة لجائزة تيرنر في عام 2002

## السيرة الذاتية
عدل
ولدت فيونا بانر في ميرسيسايد في شمال غرب إنجلترا في عام 1966. درست في جامعة كينغستون وأكملت درجة الماجستير في كلية جولدسميث للفنون في عام 1993 وفي العام التالي أقامت أول معرض فردي لها في سباق المدينة.
 منذ تخرجها من كلية جولدسميث للفنون فقد واصلت بانر تطوير ممارسة مهمة ومدروسة ومترابطة متجذرة في اللغة والنشر بالمعنى الواسع وأصبح أمر أساسي لممارستها
في عام 1995 تم تضمينها في الإصدار العام: الفنانون البريطانيون الشباب الذي عقد في بينالي البندقية XLVI 
ابتكرت بانر نصوصًا مكتوبة بخط اليد ومطبوعة منذ عام 1994،  - «مناظر الكلمات» - تعيد سرد كلماتها بأكملها؛ بما في ذلك نقطة فاصلة (1991) و الصحراء (1994)،
أو سيناريوهات معينة بالتفصيل، كما اتخذ عملها شكل كتل نصية مفردة صلبة، غالبًا ما تكون بنفس شكل وحجم شاشة السينما، كما أنها تحقق في المكونات الرسمية للغة المكتوبة مما يعطي أهمية للرموز التي تتخلل الجمل.
عندما نشرت ذا نام في عام 1997 بدأت العمل تحت بصمة فانتي برس ونشرت منذ ذلك الحين أرشيفًا واسعًا للكتب والأشياء والعروض إلا أن الكثيرون شككوا في فكرة التأليف وحقوق النشر. بالنسبة لبانر فإن النشر هو في حد ذاته عمل أدائي، بالتالي يعيد عملها المفاهيم التقليدية للعظمة والتفرد، بدلاً من ذلك نشر إجراء شكلي زائف مرح واستفزازي. نام هو كتاب من 1000 صفحة يصف مؤامرات ستة أفلام فيتنام بالكامل: الأفلام هي القيامة الان وولد فالرابع من يوليو وصائد الغزلان وفول ميتال جاكيت و هامبرقر هيل و فصيلة
بعد عروضها في Neuer Aachener Kunstverein [de] ودندي للفنون المعاصرة، تم ترشيح بانر لجائزة تيرنر في عام 2002
منذ أوائل عام 2000 وبانر تعمل مع الأفلام الإباحية كأساس لاستكشاف هوسنا بالجنس والحدود القصوى للتواصل المكتوب، في الأعمال الكبيرة والمليئة بالكثافة فقد نسخت الأنشطة الجنسية المتنوعة التي تحدث في أرسيومان في بلاد العجائب من بطولة تيفاني مينكس، التي أخرجت أيضًا هذه النسخة المصنفة X من مغامرات أليس الخيالية، كذلك فيلم أرسيومان في بلاد العجائب الخاص بـانر (2001) الذي تم تقديمه في معرض جائزة تيرنير وهو وصف مطبوع 4 × 6 أمتار للفيلم الملصق والملاءة ذات الطبقات تلو الأخرى على الحائط مثل لوحة الإعلانات المحملة، "أردت أن أجعل بعض العمل حول الجنس لكنني لم أستطع وصفه، كنت قريبًا جدًا منه ولم يكن لدي الكلمات القريبة، نظرت مرة أخرى إلى الموانئ كوسيلة للتحقيق في المحرمات الخاصة بي، تمامًا كما هو الحال مع أفلام الحرب التي استمتعت بها ولكني وجدت صعوبة في فهمها وكانت حميمة ولكنها بعيدة ومغرية ومثيرة للاشمئزاز في بعض الأحيان أيضًا، كان ردي على الفيلم عاطفيًا للغاية." سألت الجارديان، «إنه فن. لكن هل هو إباحي؟» دعا بن دوفر «أكبر نجم إباحي في بريطانيا» للتعليق.، فاز بالجائزة في ذلك العام فنان لانكاستريا كيث تايسون.
في عام 2009 أصدرت لنفسها رقم الكتاب القياسي الدولي وسجلت نفسها كمنشور باسمها.
في عام 2010 تم اختيارها لإنشاء لجنة قاعة دوفين العاشرة في تيت التي حولت من أجلها وعرضت طائرتين مقاتلتين تابعتين لسلاح الجو الملكي تم إيقاف تشغيلهما.
في رسالة مفتوحة إلى وزير الثقافة في الحكومة البريطانية جيريمي هانت – في الأول من أكتوبر عام 2010 وشارك في توقيعها27  مرشحًا سابقًا لجائزة تيرنر و19 فائزًا - عارضت بانر أي تخفيضات مستقبلية في التمويل العام للفنون، في الرسالة وصفت الأشكال الكونية للفنون في بريطانيا بأنها «مشهد رائع وخصيب للثقافة والإبداع».
تشمل أعمال بانر النحت والرسم والتركيب والنص هو جوهر أعمالها، هي واحدة من «الأسماء الرئيسية» [8] إلى جانب جيك ودينوس تشابمان وغاري هيوم وسام تايلور وود وتاسيتا دين ودوغلاس جوردون  من الفنانين البريطانيين الشباب.

## الاعمال الاخرى
عدل
- Onyx، Bookman، Courier 2018 مطاطية كاملة التوقف (مربي التثبيت، أثينا)
- SS19 The Walk (and Buoys Boys) 2018 فيلم رقمي عالي الدقة (مربي التثبيت، أثينا)
- SS19 The Walk 2018 تم أداؤه في DRAFx: أمسية من العروض (o2 Kentish Town Forum، لندن)
- Buoys Boys 2016، المطاطية الكاملة، الأداء النحتي (De La Warr Pavilion، Bexhill-on-sea)
- Buoys Boys 2016، فيلم رقمي عالي الدقة
- STAMP OUT PHOTOGRAPHIE 2014 (مجموعة V-A-C Whitechapel Gallery، لندن)
- 1066 2012 إسقاط الجدار (تيرنر المعاصر، إنجلترا)
- الجثة الرائعة ستشرب العرض/العرض الموسيقي للنبيذ الشاب 2012 (كنيسة التجمع الويلزي، بورو، لندن)
- أداء عاري 2010 مع ديفيد سالاس (كلير دي روان/إطلاق كتاب معايير أخرى، لندن)
- مرآة أداء 2007 مع سامانثا مورتون (معرض وايت تشابل، لندن)

## المعارض
عدل
1994
- دفع حافة الظرف، سيتي ريسينغ، لندن
1995
- غرفة المشاهدة، معرض Luhring Augustine، نيويورك
1997
- The Nam - 1000 صفحة كل كتاب نصي، لندن
- فقط The Lonely، Frith Street Gallery، لندن
1998
- آرت الآن، تيت بريطانيا، لندن
- LOVE DOUBLE، معرض باربرا ثوم، برلين 
1999
- بيانات، معرض بازل للفنون
- ASTERISK، Gesellschaft für Aktuelle Kunst، بريمن
- لا تنظر إلى الوراء، بروك ألكسندر، نيويورك
- حركة عدم الانحياز والمواد ذات الصلة، المواد المطبوعة، نيويورك
- توقف، معرض شارع فريث، لندن
2000
- Soixante-Neuf، معرض Charles H Scott، معهد إميلي كار، فانكوفر
2001
- أرسيومان، موراي جاي، نيويورك
- أرسيومان، معرض باربرا ثوم، برلين 
- قوس قزح، 24/7، معرض هايوارد، لندن
2002
- My Plinth is Your Lap، Neuer Aachener Kunstverein، Aachen
- My Plinth is Your Lap، Dundee Contemporary Arts، Dundee
2003
- فيونا بانر، 1301PE، لوس أنجلوس، كاليفورنيا
2006
- أرسنال، معرض باربرا ثوم، برلين
- Arsewoman in Wonderland، Barbara Thumm Gallery، برلين
2007
- السلام على الأرض، تيت بريطانيا، لندن
- كل كلمة غير مادية، معرض باربرا ثوم، برلين
- The Bastard Word، محطة توليد الطاقة، تورنتو
2010
- الأذن العارية، معرض شارع فريث، لندن
- بريتش ايروسبيس هارير البحر, Tate Britain Duveens Commission 2010, تيت , لندن
- Tornado، لجنة مشتركة من Locus + و Great North Run Culture، 2010، نيوكاسل
- جميع الطائرات المقاتلة في العالم، متحف الفن دي جولييت، كيبيك
2011
- سنوبي مقابل البارون الأحمر، معرض باربرا ثوم، برلين 
2012
- Unboxing، أعظم فيلم لم يصنعه قط، 1301PE، لوس أنجلوس
2013
- فانيتي برس، سمرهول، إدنبرة (كتالوج)
2014
- Wp Wp Wp، حديقة يوركشاير للنحت، ويكفيلد
- ميستاه كورتز، لم يمت، بير، لندن
2015
- قم بالتمرير لأسفل واستمر في التمرير، معرض إيكون، برمنغهام، المملكة المتحدة
- FONT، معرض Frith Street، لندن
2016
- أو كور دي تينيبر، ميشيل ديدييه، باريس، فرنسا
- Buoys Boys، De La Warr Pavilion، Bexhill، المملكة المتحدة
- فيونا بانر، معرض باربرا ثوم، برلين 
- قم بالتمرير لأسفل واستمر في التمرير، كونستال نورنبرغ، ألمانيا
- فيونا بانر، 1301PE، لوس أنجلوس
- دراسة رقم 13. كل كلمة Unmade، Fiona Banner، David Roberts Art Foundation، لندن
2017
- مدرج AW17، متحف دي بونت، تيلبورغ، هولندا
2018
- Buoys Boys، Mission Gallery، Swansea، ويلز
2019
- فيونا بانر المعروفة أيضًا باسم فانتي برس، معرض ليبي ليشولد، جامعة إميلي كار للفنون والتصميم، فانكوفر، كندا
- فيونا بانر المعروفة أيضًا باسم فانتي برس ، معرض الفن المستقل، معرض باربرا ثوم، نيويورك، الولايات المتحدة الأمريكية
- Full Sea Stop Scape، معرض Barbara Thumm، برلين، ألمانيا 
2020
- الفترة، متحف فورليندن، هولندا
2021
- إعصار براناياما، بركات المعاصر، سيول، كوريا

## الروابط الخارجية
- فيونا بانر - موقع فيونا بانر الخاص بها مع بعض الأعمال الفنية والنصوص وأخبار المعارض
- فانتي بريس
- جسم النص - مقالة فيونا بانر في الفن في أمريكا
- الملف الشخصي فيونا بانر على موقع بي بي سي
- فيونا بانر في معرض شارع فريث
- فيونا بانر في متحف دي بونت